# Cerkev sv. Andreja, Štandrež
Cerkev sv. Andreja (italijansko Chiesa di Sant'Andrea Apostolo) je župnijska cerkev v Štandrežu pri Gorici v Nadškofiji Gorica.

## Zgodovina
Znano je, da je bila leta 1663 v Štandrežu zgrajena kapela. Ta stavba je bila leta 1900 porušena, da bi naredili prostor za novo cerkev, ki jo je zasnoval graški arhitekt Hans Pascher. Cerkev je 21. julija 1901 posvetil slovenski nadškof kardinal Jakob Missia. Kasneje je bilo naselje zaradi vojnih dogodkov med letoma 1916 in 1917 v veliki meri uničeno. Nedavno dograjena kuracijska cerkev je utrpela udarec topništva, ki je močno poškodoval fasado in prezbiterij, zaradi česar se je del stropa zrušil na tla ladje. Občina Štandrež je 18. oktobra 1919 škodo, ki jo je utrpela cerkev, ocenila na 190.000 kron. Novembra 1921 so po priznanju vojne škode prekrili streho, do novembra naslednjega leta pa so bila končana vsa obnovitvena dela, pri čemer je bila ohranjena ista predvojna lokacija. Hkrati je bilo več posegov Pokrajinskega urada za predpise in arhitekturo, ki ga je vodil slovenski arhitekt Maks Fabiani, predvsem za detajle. Leta 1923 ga je obnovil goriški Urad za obnovo, pri čemer so bile obveznosti za izdatke 950.878,83 lir. Estetski razlogi in dokumentacija predlagajo, da se očetovstvo novega povojnega projekta pripiše Fabianiju, zlasti igra timpanonov (trikotni na fasadi, eliptični v ladji) in drugačna oblika zvonika. Cerkev je 29. junija 1923 slovesno ponovno posvetil goriško-gradiški nadškof Frančišek Borgia Sedej. Leta 1924 je bila kuracija povzdignjena v župnijo.